# John Stones
John Stones (Barnsley, Inglaterra, 28 de mayo de 1994) es un futbolista británico que juega como defensa o centrocampista en el Manchester City F. C. de la Premier League de Inglaterra.

## Trayectoria

### Barnsley
Llegó al primer equipo del Barnsley en diciembre de 2011, después de haber iniciado su formación en sus categorías inferiores. Hizo su debut profesional en la Championship, el 17 de marzo de 2012, en una derrota contra el Reading por 0-4, sustituyendo a Scott Wiseman a los 52 minutos. El 11 de agosto marcó su primer gol en su primer partido como titular en el Barnsley en un partido de la Capital One Cup.

### Everton
Firmó un contrato de 5 años y medio de duración con el Everton el 31 de enero de 2013; el coste del fichaje fue de unos 4 millones de euros. El 28 de agosto de 2013 hizo su debut oficial contra el Stevenage de la Capital One Cup. El 26 de abril de 2015 marcó su primer gol en Premier League en la victoria por 3 a 0 ante el Manchester United. Al acabar esa misma temporada fue elegido mejor jugador del equipo de Liverpool. Ese mismo verano estuvo a punto de salir traspasado al Chelsea, aunque finalmente su equipo rechazó la oferta y tuvo que permanecer una temporada más en la plantilla.

### Manchester City
El 9 de agosto de 2016 se hizo oficial su fichaje por el Manchester City, firmando un contrato de seis temporadas en una operación que estaría en torno a los 56 millones de euros, convirtiéndolo junto a David Luiz en uno de los defensas más caros de la historia.
Hizo su debut oficial con la camiseta del Manchester City, el 13 de agosto de 2016, en la primera jornada de Premier League contra el Sunderland, el partido acabó 2-1 a favor del Manchester City. El 21 de febrero de 2017 marcó su primer gol en Liga de Campeones en la victoria por 5 a 3 ante el AS Mónaco. El 13 de septiembre del mismo año marcó un doblete en la victoria por 0 a 4 ante el Feyenoord.

## Selección nacional
El 28 de mayo de 2013, fue nombrado en el plantel de 21 jugadores por el entrenador Peter Taylor para la Copa Mundial Sub-20 de 2013. Su primer partido con la sub-20 de Inglaterra fue el 16 de junio, en la victoria por 3-0 en un partido amistoso contra Uruguay. Hizo su debut con el equipo sub-21 contra Escocia, jugó los 90 minutos en una victoria por 6-0 para Inglaterra.
Hizo su debut con la selección absoluta de Inglaterra el 30 de mayo de 2014, en la victoria por 3-0 ante Perú en el Estadio de Wembley, sustituyendo a su compañero Leighton Baines, para jugar los últimos 15 minutos.
En 2016, fue convocado para la Eurocopa de Francia, aunque no llegó a jugar ningún partido.
Fue incluido en la lista de 23 jugadores elaborada por el entrenador Gareth Southgate para disputar la Copa del Mundo de 2018. Convirtió sus dos primeros goles con la selección en la victoria contra Panamá por 6-1, encuentro correspondiente a la segunda jornada de la fase de grupos.

### Participaciones en Copas del Mundo
| Mundial                               | Sede    | Resultado        | Partidos | Goles |
| ------------------------------------- | ------- | ---------------- | -------- | ----- |
| Copa Mundial de Fútbol Sub-20 de 2013 | Turquía | Primera fase     | 2        | 0     |
| Copa Mundial de Fútbol de 2018        | Rusia   | Cuarto lugar     | 7        | 2     |
| Copa Mundial de Fútbol de 2022        | Catar   | Cuartos de final | 5        | 0     |

### Participaciones en Eurocopas
| Copa          | Sede     | Resultado        | Partidos | Goles |
| ------------- | -------- | ---------------- | -------- | ----- |
| Eurocopa 2016 | Francia  | Octavos de final | 0        | 0     |
| Eurocopa 2020 | Europa   | Subcampeón       | 7        | 0     |
| Eurocopa 2024 | Alemania | Subcampeón       | 7        | 0     |

## Estadísticas

### Clubes
Actualizado al último partido disputado el 19 de febrero de 2025.
| Equipo | Div.          | Temporada     | Liga  | Liga  | Copas nacionales(1) | Copas nacionales(1) | Copas internacionales(2) | Copas internacionales(2) | Total(3) | Total(3) |
| Equipo | Div.          | Temporada     | Part. | Goles | Part.               | Goles               | Part.                    | Goles                    | Part.    | Goles    |
| --- | ------------- | ------------- | ----- | ----- | ------------------- | ------------------- | ------------------------ | ------------------------ | -------- | -------- |
| Barnsley F. C. Inglaterra | 2.ª           | 2011-12       | 2     | 0     | 0                   | 0                   | —                        | —                        | 2        | 0        |
| Barnsley F. C. Inglaterra | 2.ª           | 2012-13       | 22    | 0     | 4                   | 1                   | —                        | —                        | 26       | 1        |
| Barnsley F. C. Inglaterra | Total club    | Total club    | 24    | 0     | 4                   | 1                   | 0                        | 0                        | 28       | 1        |
| Everton F. C. Inglaterra | 1.ª           | 2013-14       | 21    | 0     | 5                   | 0                   | —                        | —                        | 26       | 0        |
| Everton F. C. Inglaterra | 1.ª           | 2014-15       | 23    | 1     | 2                   | 0                   | 3                        | 0                        | 28       | 1        |
| Everton F. C. Inglaterra | 1.ª           | 2015-16       | 33    | 0     | 8                   | 0                   | —                        | —                        | 41       | 0        |
| Everton F. C. Inglaterra | Total club    | Total club    | 77    | 1     | 15                  | 0                   | 3                        | 0                        | 95       | 1        |
| Manchester City F. C. Inglaterra | 1.ª           | 2016-17       | 27    | 0     | 5                   | 1                   | 9                        | 1                        | 41       | 2        |
| Manchester City F. C. Inglaterra | 1.ª           | 2017-18       | 18    | 0     | 6                   | 0                   | 5                        | 3                        | 29       | 3        |
| Manchester City F. C. Inglaterra | 1.ª           | 2018-19       | 24    | 0     | 9                   | 0                   | 6                        | 0                        | 39       | 0        |
| Manchester City F. C. Inglaterra | 1.ª           | 2019-20       | 16    | 0     | 7                   | 0                   | 1                        | 0                        | 24       | 0        |
| Manchester City F. C. Inglaterra | 1.ª           | 2020-21       | 22    | 4     | 2                   | 1                   | 11                       | 0                        | 35       | 5        |
| Manchester City F. C. Inglaterra | 1.ª           | 2021-22       | 14    | 1     | 5                   | 1                   | 8                        | 0                        | 27       | 2        |
| Manchester City F. C. Inglaterra | 1.ª           | 2022-23       | 23    | 2     | 3                   | 0                   | 8                        | 1                        | 34       | 3        |
| Manchester City F. C. Inglaterra | 1.ª           | 2023-24       | 16    | 1     | 4                   | 0                   | 8                        | 0                        | 28       | 1        |
| Manchester City F. C. Inglaterra | 1.ª           | 2024-25       | 11    | 2     | 3                   | 0                   | 6                        | 1                        | 20       | 3        |
| Manchester City F. C. Inglaterra | Total club    | Total club    | 171   | 10    | 44                  | 3                   | 62                       | 6                        | 277      | 19       |
| Total carrera | Total carrera | Total carrera | 272   | 11    | 63                  | 4                   | 65                       | 6                        | 400      | 21       |
| (1) Incluye datos de Capital One Cup, FA Cup, Community Shield. (2) Incluye datos de Liga Europa de la UEFA, Liga de Campeones de la UEFA, Copa Mundial de Clubes de la FIFA. (3) No incluye goles en partidos amistosos. |               |               |       |       |                     |                     |                          |                          |          |          |

### Selección nacional
Actualizado al último partido jugado el 13 de octubre de 2024.
| Selección  | Año   | Partidos | Goles |
| ---------- | ----- | -------- | ----- |
| Inglaterra |       |          |       |
| 2014       | 4     | 0        |       |
| 2015       | 3     | 0        |       |
| 2016       | 8     | 0        |       |
| 2017       | 7     | 0        |       |
| 2018       | 15    | 2        |       |
| 2019       | 2     | 0        |       |
| 2021       | 16    | 1        |       |
| 2022       | 9     | 0        |       |
| 2023       | 5     | 0        |       |
| 2024       | 14    | 0        |       |
| Total      | Total | 83       | 3     |

## Palmarés

### Títulos nacionales
| Título           | Club            | País       | Año  |
| ---------------- | --------------- | ---------- | ---- |
| Copa de la Liga  | Manchester City | Inglaterra | 2018 |
| Premier League   | Manchester City | Inglaterra | 2018 |
| Community Shield | Manchester City | Inglaterra | 2018 |
| Copa de la Liga  | Manchester City | Inglaterra | 2019 |
| Premier League   | Manchester City | Inglaterra | 2019 |
| FA Cup           | Manchester City | Inglaterra | 2019 |
| Community Shield | Manchester City | Inglaterra | 2019 |
| Copa de la Liga  | Manchester City | Inglaterra | 2020 |
| Copa de la Liga  | Manchester City | Inglaterra | 2021 |
| Premier League   | Manchester City | Inglaterra | 2021 |
| Premier League   | Manchester City | Inglaterra | 2022 |
| Premier League   | Manchester City | Inglaterra | 2023 |
| FA Cup           | Manchester City | Inglaterra | 2023 |
| Premier League   | Manchester City | Inglaterra | 2024 |

### Títulos internacionales
| Título                       | Club                  | Sede           | Año  |
| ---------------------------- | --------------------- | -------------- | ---- |
| Liga de Campeones de la UEFA | Manchester City F. C. | Estambul       | 2023 |
| Supercopa de Europa          | Manchester City F. C. | El Pireo       | 2023 |
| Copa Mundial de Clubes       | Manchester City F. C. | Arabia Saudita | 2023 |

### Distinciones individuales
| Distinción                                                            | Año  |
| --------------------------------------------------------------------- | ---- |
| Elegido mejor jugador joven del Everton F. C. en la temporada 2014-15 | 2015 |